# Igor Miladinović
Igor Miladinović (* 25. Januar 1974 in Niš) ist ein serbischer Großmeister im Schach. 

## Leben
Miladinović gewann 1993 im indischen Calicut (seit 1996 Kozhikode) als Außenseiter die Weltmeisterschaft der unter 20-Jährigen, mit seiner Elo-Zahl von 2450 war er 11. der Startrangliste bei 51 Teilnehmern. Er siegte mit 9,5 Punkten aus 13 Partien vor Vlastimil Babula, Sergei Rubljowski und Alexander Onischuk mit je 9 Punkten (der Deutsche Christian Gabriel wurde Fünfter).
Als Einzelspieler nahm Miladinović 1997 in Groningen an der ersten K.-O.-Weltmeisterschaft des Weltschachverbandes FIDE teil, in der ersten Runde bezwang er den Dänen Curt Hansen, in der zweiten scheiterte er dann an dem Niederländer Loek van Wely.
Über den Jahreswechsel 2003/2004 siegte Miladinović bei der 46. Auflage des traditionsreichen Turniers von Reggio nell’Emilia, im Jahr darauf wurde er Zweiter. Die sechste Auflage des starken Einladungsturnier in Malmö (Siegeman & Co.), gewann er 1998 ungeschlagen zusammen mit Joël Lautier, den er in ihrer individuellen Partie bezwingen konnte.
Miladinović ist ein aktiver Turnierspieler, der zahlreiche offene Turniere (Opens) bestreitet, so gewann er 2003 das Liechtenstein-Open, 2004 mehrere Turniere in Italien und das Open von Cannes.
Seit 2005 spielt Miladinović zunächst für Serbien und Montenegro, nach Auflösung des Staatenbundes für Serbien. Im Februar 2015 liegt er auf dem vierten Platz der Ratingliste Serbiens.

## Nationalmannschaft
Miladinović nahm an fünf Schacholympiaden teil, 1994 für Jugoslawien, 1996, 1998, 2000 und 2002 für Griechenland. 1994 erreichte er das drittbeste Einzelergebnis am vierten Brett. Er vertrat bei den Mannschaftseuropameisterschaften 1997 und 2001 Griechenland, 2007 und 2009 Serbien, wobei er 2009 am Spitzenbrett der zweiten Mannschaft spielte.

## Vereine
Miladinović war in verschiedenen Ländern im Vereinsschach aktiv. In Frankreich spielte er in der Saison 2005/06 für den Club de La Tour Sarrazine Antibes, in der bosnischen Premijer Liga 2006 für den ŠK Drvar, 2007 und 2008 für den ŠK Glasinac Sokolac, 2009 für den ŠK Panteri Bijeljina und 2013 für den ŠK Slavija Istočno Sarajevo. Am European Club Cup nahm er 2001 mit dem griechischen Verein AO Kydon-Supersport Chania und 2009 mit dem montenegrinischen Verein ŠK Budućnost Podgorica teil.